# Lauri Kangas
Lauri Kangas (* 2. September 1916 in Lapua, Südösterbotten; † 17. April 1986 ebenda) ist ein ehemaliger finnischer Ringer. Kangas wurde 1946 Dritter bei den Europameisterschaften im freien Stil in der Klasse bis 67 kg.
Lauri Kangas war Mitglied des Vereins Lapuan Virkiä in seiner Geburtsstadt Lapua. Dort rang er zusammen mit zahlreichen anderen erfolgreichen Ringer wie Lauri Koskela, Erkki Knuuttila, Yrjö Turja, Paavo Hietala, Arvi Pikkusaari, Esko Hjelt, Aleksanteri Keisala und Eero Loukala.
Vor dem Krieg trat er auch für den Verein Viipurin Voimailijat aus Wyborg an. Kangas wurde sechsmal finnischer Meister: zwei Titel gewann er im griechisch-römischen Stil, vier im freien Stil.

## Erfolge
- 1946, 3. Platz, EM in Stockholm, FS, bis 67 kg, hinter Celal Atik, Türkei und Gösta Frändfors, Schweden

## Finnische Meisterschaften
- 1938, 3. Platz, FS, bis 66 kg, hinter Urho Hirvilammi und Lauri Koskela
- 1939, 2. Platz, FS, bis 66 kg, hinter Paavo Pihlajamäki und vor Paavo Hautamaa
- 1940, 2. Platz, FS, bis 66 kg, hinter Paavo Pihlajamäki und vor Yrjö Luomajoki
- 1940, 3. Platz, GR, bis 63 kg, hinter Lauri Koskela und Erkki Knuuttila
- 1943, 1. Platz, FS, bis 72 kg, vor Onni Päivinen und Voitto Seiri
- 1944, 1. Platz, GR, bis 66 kg, vor Eero Virtanen und Viljo Kyntäjä
- 1945, 2. Platz, FS, bis 72 kg, hinter Voitto Seiri und vor Onni Päivinen
- 1945, 3. Platz, GR, bis 72 kg, hinter Eero Virtanen und Juho Kinnunen
- 1946, 1. Platz, FS, bis 67 kg, vor Paavo Pihlajamäki und Kauko Ala-Koskela
- 1948, 2. Platz, FS, bis 73 kg, hinter Santeri Keisala und vor Veikko Lahtinen
- 1948, 1. Platz, GR, bis 73 kg, vor Veikko Männikkö und Matti Siimanainen
- 1949, 1. Platz, FS, bis 79 kg, vor Erkki Rantala und Aarne Seppälä
- 1952, 1. Platz, FS, bis 79 kg, vor Kalervo Rauhala und Aarne Seppälä

Quelle: